# Théâtre national académique azerbaïdjanais d'opéra et de ballet
Résidence
Le théâtre national académique azerbaïdjanais d'opéra et de ballet (azéri : Azərbaycan Dövlət Akademik Opera və Balet Teatrı) est un théâtre situé à Bakou, capitale de l'Azerbaïdjan, devenu académique dès 1959.

## Histoire
Le théâtre est fondé en mai 1920, par décret du gouvernement de la RSS d’Azerbaïdjan. Le théâtre est établi dans l'immeuble, construit en 1910-1911 (architecte N. Babayev). En 1910, les frères Maïlov ont l'idée de construire sur leur propre terrain le nouveau bâtiment pour le théâtre, grand et équipé de façon moderne. 
La salle du théâtre peut accueillir 1281 spectateurs. 
Au théâtre sont mis en scène des spectacles dramatiques, du ballet, d’opéra, des opérettes en azerbaïdjanais et en russe.
Pendant les premières années, sur la scène du théâtre sont présentés les ballets Le Lac des cygnes, Giselle, Coppélia et les opéras Leyli et Madjnoun d'Uzeyir Hajibeyov, Chah Ismaïl de Mouslim Magomaïev, Achoug Garib de Zulfugar Hadjibeyov, Le Démon, Mazeppa, Eugène Onéguine, Le Prince Igor, Aïda, Faust, Carmen, Tosca.
Dans de la saison de 1924 - 1925, la troupe de ballet et d’opéra est réunie dans un collectif isolé, avec les meilleurs maîtres du théâtre musical azerbaïdjanais : Bul-Bul, Huseyngulu Sarabski, Huseynagha Hadjibababeyov, M.T.Baghirov, Hənəfi Teregulov, Shovkat Mammadova, Sevil Hadjiyeva, Fatma Mukhtarova, Hagigat Rzayeva.
Au cours de la saison de 1924-1925, les opéras Leyli et Madjnoun d'Üzeyir Hacıbəyov, et Chah Ismaïl de Muslim Magomayev sont représentés.
En 1925, les spectateurs peuvent assister à Archin Mal-alan, Achug Garib, en 1929 à Chah Ismaïl.
En 1930, le théâtre reçoit le nom de Mirza Fatali Akhundov.
En 1938, le théâtre est décoré de l'ordre de Lénine.
En 1940, La Tour de la Vierge de A. Badalbeyli, le premier ballet azerbaïdjanais, est mis en scène.
Le compositeur Tağızadə-Hacıbəyov Niazi Zülfüqar oğlu apporte au théâtre sa contribution. 
En 1937-1948, il est le chef d'orchestre, en 1951-1952 et 1958-1959, chef d'orchestre principal, et en 1961-1965, son directeur artistique.
Les spectacles, joués au théâtre, sont plusieurs fois honorés du Prix Staline :
- 1941 - Keroglu d'Üzeyir Hacıbəyov (mis en scène en 1937)
- 1958 - Gülşən de Soltan Hacıbəyov.

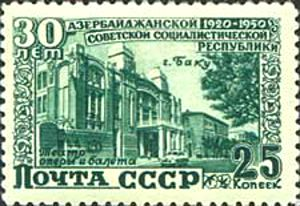
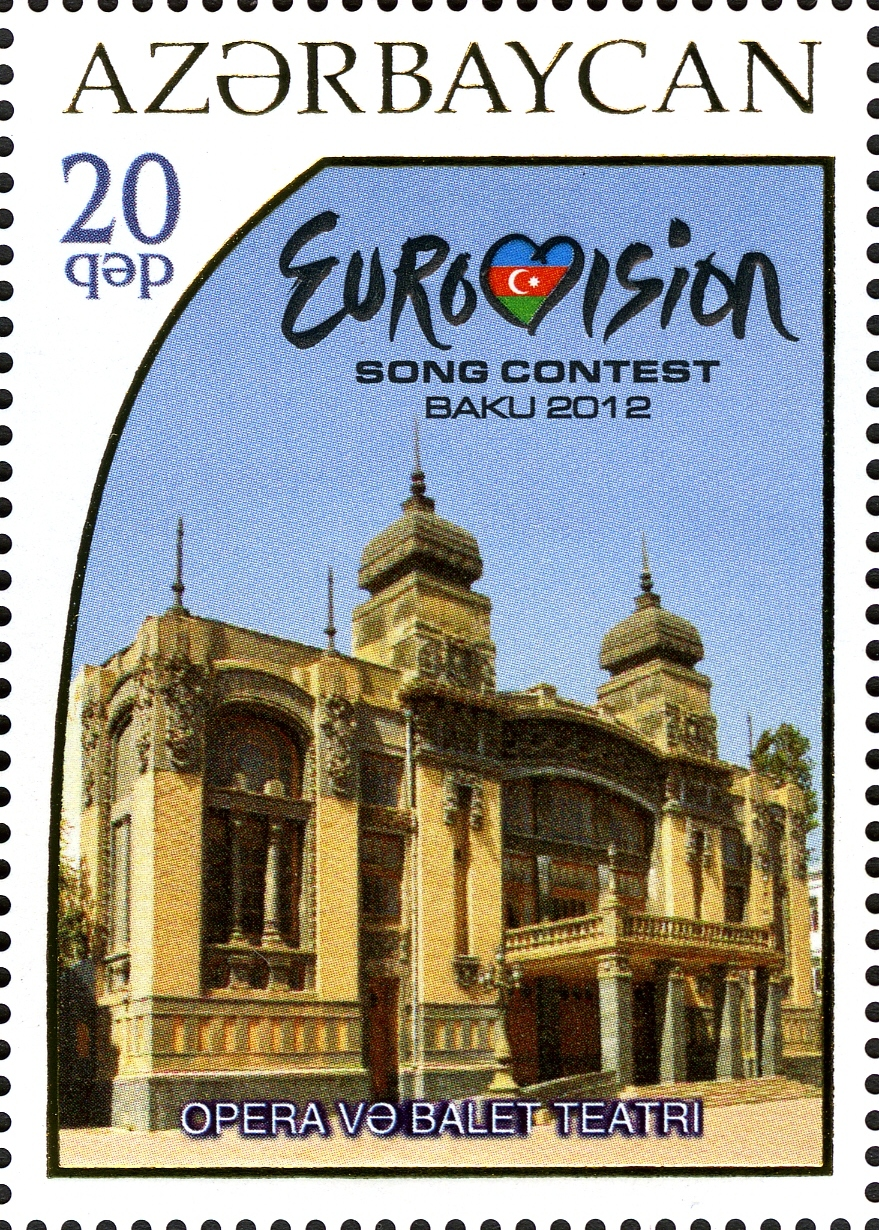

### Quelques productions des années passées

#### Opéra
- 1937 – Keroglu (Uzeir Hadjibeyov) (récompensé par le prix Staline en 1941)[4]

#### Ballets
- 1979 - «Mille et une nuits» de Fikret Amirov (en 1980, il reçoit le prix d'État de l'URSS), chorégraphe Naila Nazirova

## Personnalités

### Chefs d'orchestre
- Kamal Abdullayev
- Afrasiyab Badalbeyli
- Uzeyir Hadjibeyov
- Muslim Magomayev
- Arbenin Pavlov
- Niyazi  Tagizade-Hadjibeyov

### Directeurs
- Abbas Mirza Charifzade
- Chamsi Badalbeyli
- Adil Iskenderov

### Solistes
- Suraya Qadjar